# Martinuskerk (Gendringen)
De Martinuskerk is een rooms-katholieke kerk in de Nederlandse plaats Gendringen. De kerk is in 1896 gebouwd naar ontwerp van Alfred Tepe. In 1894 werd besloten tot de bouw van de kerk die een kerk verving die op ongeveer dezelfde plaats stond. Een jaar later volgde de aanbesteding en in 1896 de bouw.
De toren beslaat uit drie geledingen met daarboven een ingesnoerde naaldspits. Aan twee zijden van de toren is een entree gemaakt, met daarboven een kruis dat aangebracht is door een insparing van bakstenen. Verder erboven zijn grote spitsboogvensters met onder andere een trifora en visblaastracering erin verwerkt. In de bovenste twee geleding zijn spaarvelden met in de middelste geleding gecombineerd met ramen en in de bovenste gecombineerd met galmgaten. Aan de noordzijde van de toren is een traptoren aangebracht die tot de tweede geleding komt. 
Het schip is opgezet als driebeukige hallenkerk met aan de oostzijde een 3/8 koorsluiting. De zijgevels zijn voorzien van spitsboogvensters met een gelijksoortig maaswerk als de raampartijen in de toren, op de buitenste raampartijen na. De buitenste zijn voorzien van smallere varianten. De vensters worden van elkaar gescheiden met steunberen.
De kerk is in 2001 aangewezen als rijksmonument. In de kerk is een altaar aanwezig van Jan Hendrik Brom. De kruiswegstaties zijn gemaakt door H.J.P. Hanau. Voor de aangebouwde sacristie staat het Heilig Hartbeeld, gemaakt door de Franse ontwerper Louis Gasne.

## Galerij

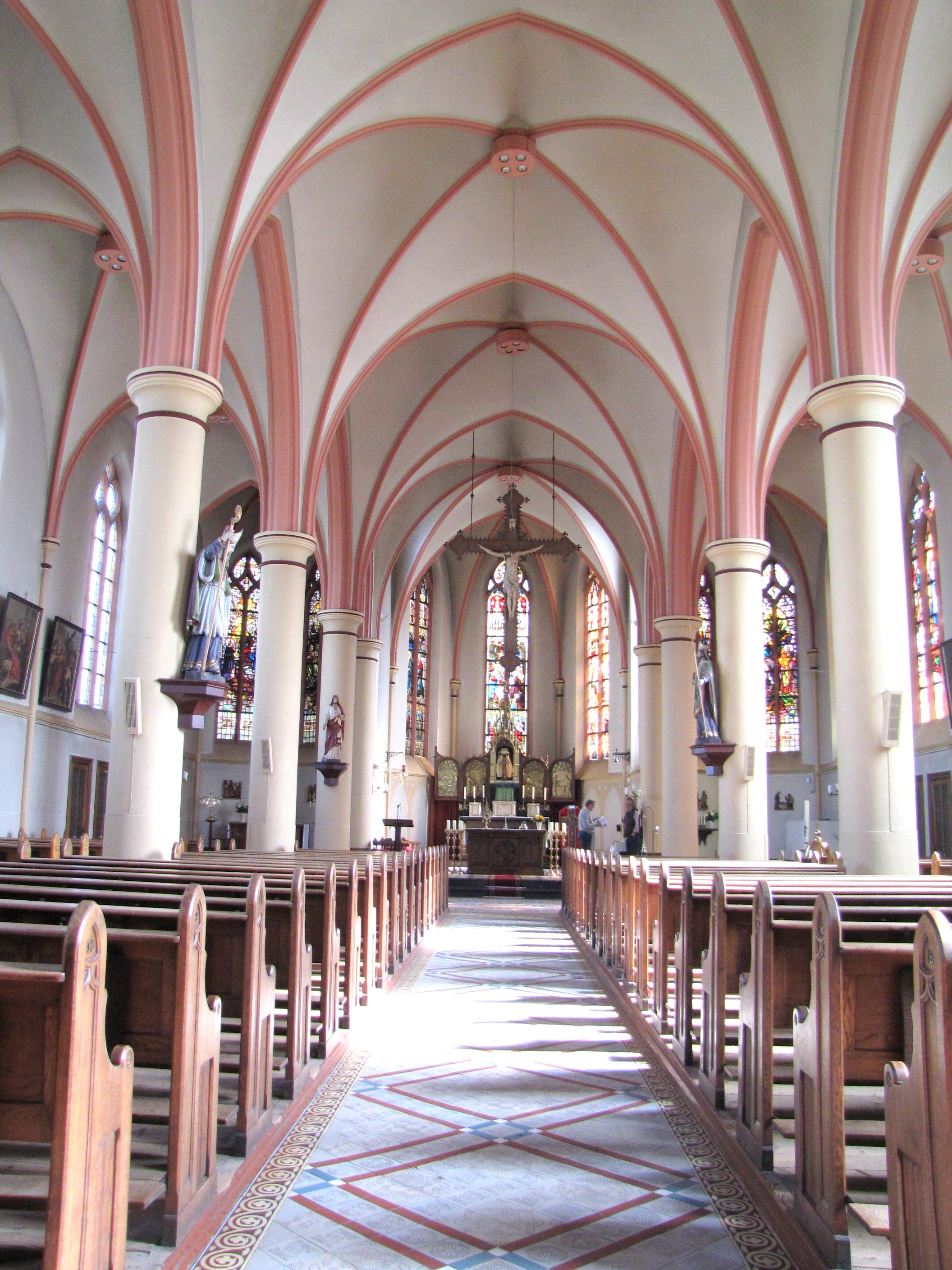
Interieur
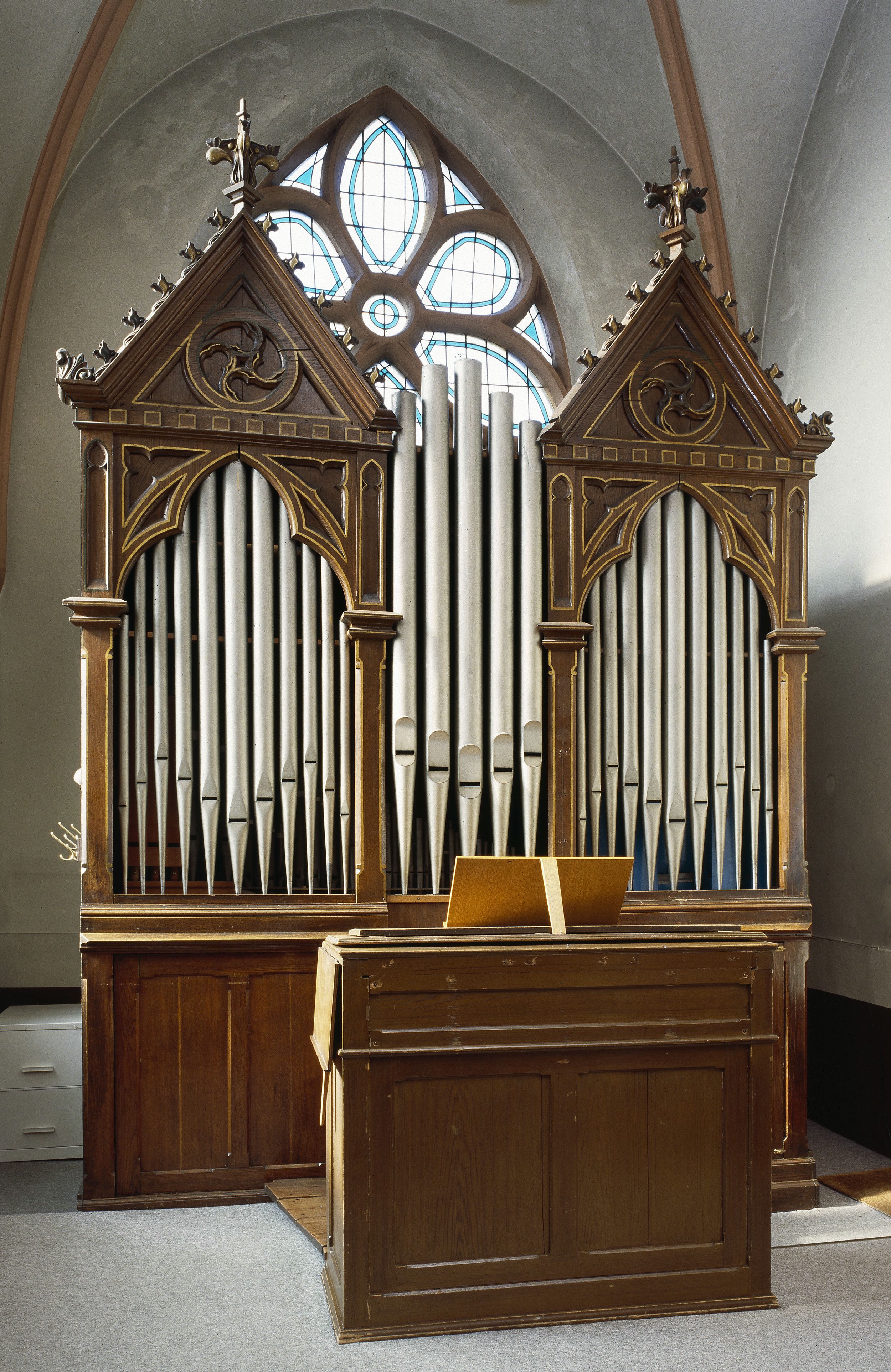
Orgel
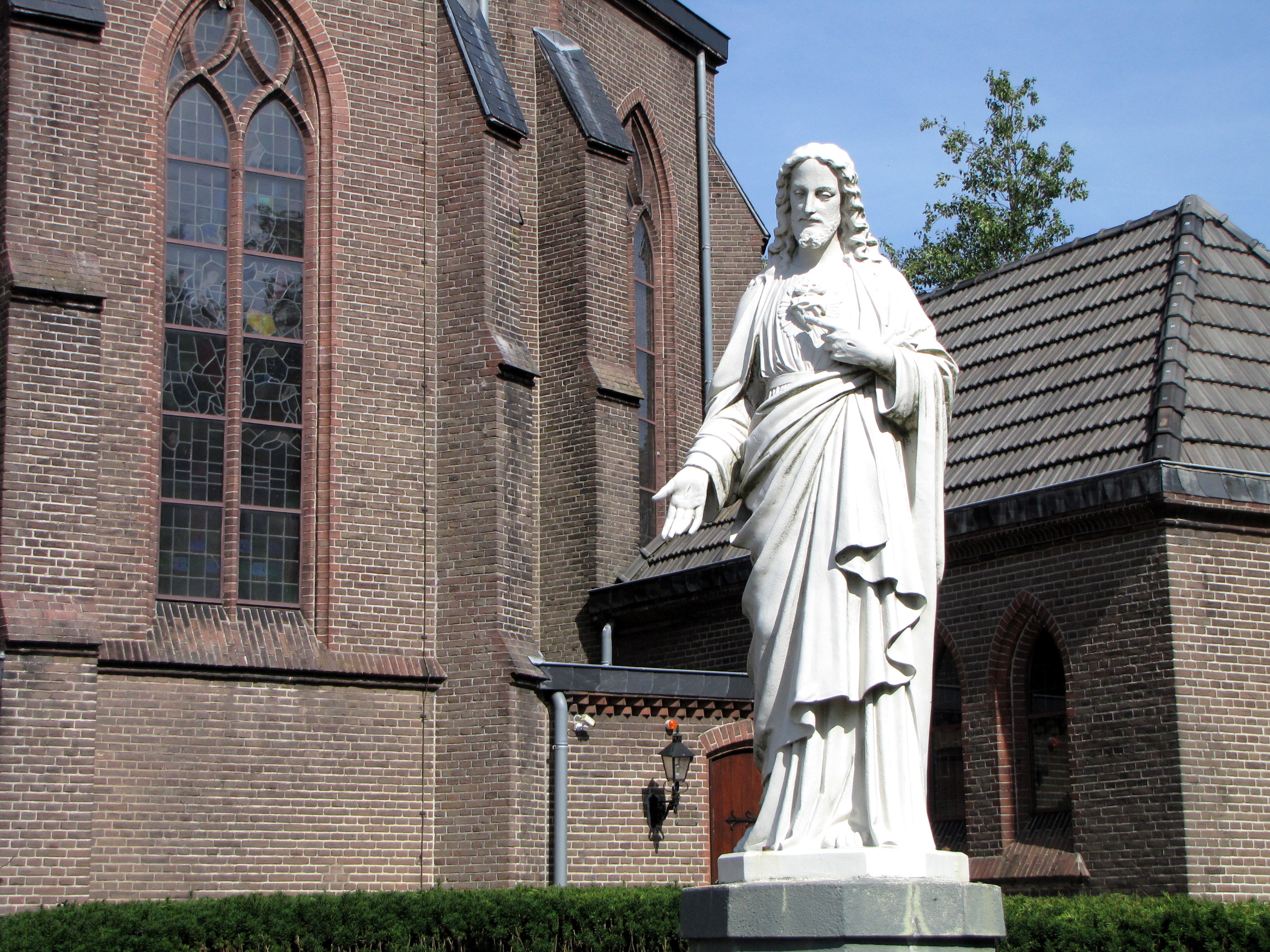
Heilig Hartbeeld voor de sacristie